# AU Волка
AU Волка (лат. AU Lupi) — одиночная переменная звезда в созвездии Волка на расстоянии приблизительно 2005 световых лет (около 615 парсеков) от Солнца. Видимая звёздная величина звезды — от менее +16,5m до +11,4m.

## Характеристики
AU Волка — красный гигант, пульсирующая переменная звезда, мирида (M) спектрального класса M5:e. Радиус — около 13,98 солнечных, светимость — около 41,791 солнечных. Эффективная температура — около 3925 K.